# СМ (реактор)
СМ-3 — высокопоточный исследовательский ядерный реактор ловушечного типа с промежуточным спектром нейтронов, с охлаждением активной зоны водой под давлением.
Реактор предназначен для проведения экспериментальных работ по облучению образцов реакторных материалов в заданных условиях, изучению закономерностей изменения свойств различных материалов в процессе облучения, получению трансплутониевых элементов и радиоактивных нуклидов более легких элементов.

## Основные характеристики реактора
| Характеристика                                                               | Величина                   |
| ---------------------------------------------------------------------------- | -------------------------- |
| Мощность                                                                     | 100 МВт                    |
| Максимальная плотность потока тепловых нейтронов в центральной ловушке       | 5•1015 см−2•с−1            |
| Плотность потока тепловых нейтронов в вертикальных экспериментальных каналах | 7,1•1013 — 5•1015 см−2•с−1 |
| Замедлитель                                                                  | вода                       |
| Теплоноситель                                                                | вода                       |
| Отражатель                                                                   | бериллий                   |
| Топливо                                                                      | диоксид урана              |
| Давление теплоносителя в 1-м контуре                                         | до 4,9 МПа                 |
| Расход теплоносителя                                                         | 2400 м3/ч                  |
| Скорость потока теплоносителя в активной зоне                                | 3,7-12,0 м/с               |
| Температура на входе/выходе активной зоны                                    | до 50 °C / до 90 °C        |

## Активная зона
| Характеристика           | Величина                          |
| ------------------------ | --------------------------------- |
| Конфигурация             | квадратная с центральной ловушкой |
| Наружный размер          | 420×420 мм                        |
| Шаг решетки ТВС          | 70×70 мм                          |
| Количество ячеек для ТВС | 32                                |
| Высота активной зоны     | 350 мм                            |

## Экспериментальные возможности реактора
Реактор оснащен широким набором экспериментальных устройств, которые могут размещаться в ловушке нейтронов (одно место), в ячейках отражателя (30 мест) и в специализированных ТВС (до 6 мест).

### Экспериментальные установки
- низкотемпературная водяная петлевая установка ВП-1 мощностью 1,2 МВт с тремя экспериментальными каналами;
- высокотемпературная водяная петлевая установка ВП-3 мощностью 100 кВт с тремя экспериментальными каналами;
- установки для внутриреакторных исследований механических свойств материалов;
- стенд для исследования выхода продуктов деления из топливных материалов;
- ампульные устройства для массовых испытаний образцов конструкционных материалов в регулируемых и контролируемых условиях и для наработки радионуклеидов;
- образцовый центр нейтронных измерений;
- участок аттестации образцов радионуклидных препаратов.

## Направления исследований
- получение экспериментальных данных и изучение закономерностей изменения свойств конструкционных и топливных материалов под действием реакторных излучений, в том числе, высокой интенсивности;
- исследование свойств и обоснование работоспособности новых материалов, технологий и конструкций при испытаниях компонентов ядерной и термоядерной техники в натурных и форсированных (ускоренных) условиях;
- отработка технологии получения и исследования свойств далеких трансурановых элементов и их изотопов;
- разработка усовершенствованных методов накопления и получение радионуклидных препаратов легких элементов с высокой удельной активностью для радиационной техники и медицины.

## История
Введен в эксплуатацию в 1961 году.
До реконструкции 1992 года назывался СМ-2. В ходе реконструкции 1991—1992 годов, среди прочих работ, в старый корпус реактора СМ-2 был установлен корпус нового реактора СМ-3. Старый корпус выполняет роль дополнительного барьера безопасности. Срок службы был установлен в 25 лет.
В 2017—2020 годах проведена модернизация установки, в том числе с заменой внутриреакторных конструкций, систем управления и защиты. Расширены экспериментальные возможности установки, продлен срок службы реактора.